# Keiichirō Hirano
Keiichirō Hirano (jap. 平野 啓一郎, Hirano Keiichirō; * 22. Juni 1975 in Gamagōri) ist ein japanischer Schriftsteller.
Hirano debütierte 1998 als Student mit dem Roman Nisshoku, für den er im Folgejahr den Akutagawa-Preis erhielt. Unmittelbar nach dem Abschluss seines Studiums erschien 1999 sein zweiter Roman Ichigetsu monogatari. In seinem Roman Sōsō  (2002) schrieb Hirano über Frédéric Chopin, George Sand und Eugène Delacroix. Eine erste Sammlung von Kurzgeschichten erschien 2003 unter dem Titel Shimizu, eine weitere unter dem Titel Shitariochiru tokeitachi no hamon folgte 2004. Für Dōn erhielt er 2009 den Bunkamura Prix des Deux Magots. 2022 wurde mit dem Roman Das Leben eines Anderen erstmals ein Werk ins Deutsche übersetzt.

## Werke
- Das Leben eines Anderen. Roman. Aus dem Japanischen von Nora Bierich. Berlin, 2022. ISBN 978-3-518-43055-2